# A Bayer 04 Leverkusen 2023–2024-es szezonja
A Bayer 04 Leverkusen 2023–2024-es szezonja sorozatban a 45., összességében pedig a 120. idénye a német első osztályban. Hazai bajnokság mellett a Német kupában és az Európa-ligában is indulhatott a csapat. A szezon 2023. augusztus 18-án kezdődött és 2024. május 25-én fog véget érni. 2024. április 14-én hivatalossá vált, hogy története során először lett Német bajnok a vörös-fekete klub. 2024. május 18-án a szezon utolsó fordulójában a Augsburg elleni 2–1-re nyertek a bajnokságban és így veretlenül lettek bajnokok.

## Mezek
| Hazai | Vendég | Vendég |

## Játékoskeret
2024. április 15-én lett legutóbb frissítve.
| #             | Név                 | Nemzet                                    | Poszt       | Születési idő (Kor)            | Átigazolás ideje     | Átigazolás vége  | Honnan                   | Pályára lépések | Gólok   | Átigazolás összege (€): | Értéke (€):    | Jegyzet                               |
| Kapusok       | Kapusok             | Kapusok                                   | Kapusok     | Kapusok                        | Kapusok              | Kapusok          | Kapusok                  | Kapusok         | Kapusok | Kapusok                 | Kapusok        | Kapusok                               |
| ------------- | ------------------- | ----------------------------------------- | ----------- | ------------------------------ | -------------------- | ---------------- | ------------------------ | --------------- | ------- | ----------------------- | -------------- | ------------------------------------- |
| 1             | Lukáš Hrádecký      | / finn-szlovák                            | kapus       | 1989. november 24. (35 éves)   | 2018. július 1.      | 2026. június 30. | Eintracht Frankfurt      | 245             | 0       | 2.50 Millió €           | 2.50 Millió €  |                                       |
| 17            | Matěj Kovář         | cseh                                      | kapus       | 2000. május 17. (24 éves)      | 2023. augusztus 15.  | 2027. június 30. | Manchester United        | 13              | 0       | 5.00 Millió €           | 5.00 Millió €  |                                       |
| 36            | Niklas Lomb         | német                                     | kapus       | 1993. július 28. (31 éves)     | 2012. július 11.     | 2024. június 30. | Bayer 04 Leverkusen II   | 7               | 0       | ingyen                  | 0.25 Millió €  | az utánpótlásból került fel           |
| Hátvédek      |                     |                                           |             |                                |                      |                  |                          |                 |         |                         |                |                                       |
| 2             | Josip Stanišić      | / német-horvát                            | hátvéd      | 2000. április 2. (24 éves)     | 2023. augusztus 20.  | 2024. június 30. | Bayern München           | 29              | 1       | ingyen                  | 18.0 Millió €  | kölcsönben                            |
| 3             | Piero Hincapié      | ecuadori                                  | hátvéd      | 2002. január 9. (23 éves)      | 2021. augusztus 06.  | 2027. június 30. | Talleres de Córdoba      | 109             | 4       | 6.35 Millió €           | 35.0 Millió €  |                                       |
| 4             | Jonathan Tah        | német                                     | hátvéd      | 1996. február 11. (29 éves)    | 2015. július 16.     | 2025. június 30. | Hamburger                | 342             | 14      | 7.50 Millió €           | 30.0 Millió €  | csapatkapitány-helyettes              |
| 6             | Odilon Kossounou    | elefántcsontparti                         | hátvéd      | 2001. január 4. (24 éves)      | 2021. július 22.     | 2026. június 30. | Club Brugge              | 93              | 1       | 23.0 Millió €           | 35.0 Millió €  |                                       |
| 12            | Edmond Tapsoba      | burkina fasó-i                            | hátvéd      | 1999. február 2. (26 éves)     | 2020. január 31.     | 2028. június 30. | Club Brugge              | 172             | 8       | 20.20 Millió €          | 40.0 Millió €  |                                       |
| 13            | Arthur              | brazil                                    | hátvéd      | 2003. március 17. (22 éves)    | 2023. július 01.     | 2028. június 30. | América Mineiro          | 3               | 0       | 7.0 Millió €            | 5.0 Millió €   |                                       |
| 20            | Álex Grimaldo       | spanyol                                   | hátvéd      | 1995. szeptember 20. (29 éves) | 2023. július 01.     | 2027. június 30. | Benfica                  | 42              | 11      | ingyen                  | 45.0 Millió €  |                                       |
| 24            | Timothy Fosu-Mensah | holland                                   | hátvéd      | 1998. január 2. (27 éves)      | 2021. január 13.     | 2024. június 30. | Manchester United        | 30              | 0       | 1.70 Millió €           | 1.50 Millió €  |                                       |
| 30            | Jeremie Frimpong    | holland                                   | hátvéd      | 2000. december 10. (24 éves)   | 2021. január 27.     | 2028. június 30. | Celtic                   | 133             | 23      | 11 Millió €             | 50 Millió €    |                                       |
| 31            | Madi Monamay        | belga                                     | hátvéd      | 2006. április 6. (18 éves)     | 2022. július 01.     | 2025. június 30. | Genk (U18)               | 133             | 23      | -                       | -              | a Bayer Leverkusen U19-es keret tagja |
| Középpályások |                     |                                           |             |                                |                      |                  |                          |                 |         |                         |                |                                       |
| 7             | Jonas Hofmann       | német                                     | középpályás | 1992. július 14. (32 éves)     | 2023. július 5.      | 2027. június 30. | Borussia Mönchengladbach | 37              | 8       | 10 Millió €             | 13 Millió €    |                                       |
| 8             | Robert Andrich      | német                                     | középpályás | 1994. szeptember 22. (30 éves) | 2021. augusztus 16.  | 2026. június 30. | Union Berlin             | 108             | 13      | 6.50 Millió €           | 11 Millió €    |                                       |
| 10            | Florian Wirtz       | német                                     | középpályás | 2003. május 3. (21 éves)       | 2020. július 01.     | 2027. június 30. | -                        | 134             | 31      | -                       | 110 Millió €   | utánpótlásból került fel              |
| 18            | Noah Mbamba         | belga                                     | középpályás | 2005. január 5. (20 éves)      | 2023. január 14.     | 2027. június 30. | Club Brugge              | 7               | 0       | 0.100 Millió €          | 3.0 Millió €   |                                       |
| 19            | Nathan Tella        | / nigériai-angol                          | középpályás | 1999. július 5. (25 éves)      | 2023. augusztus 27.  | 2028. június 30. | Southampton              | 30              | 6       | 23.20 Millió €          | 23.0 Millió €  |                                       |
| 25            | Exequiel Palacios   | argentin                                  | középpályás | 1998. október 5. (26 éves)     | 2020. január 1.      | 2028. június 30. | River Plate              | 133             | 13      | 17.0 Millió €           | 40.0 Millió €  |                                       |
| 32            | Gustavo Puerta      | kolumbiai                                 | középpályás | 2003. július 23. (21 éves)     | 2023. január 27.     | 2028. június 30. | Bogotá                   | 133             | 13      | 2.0 Millió €            | 2.0 Millió €   |                                       |
| 34            | Granit Xhaka        | svájci                                    | középpályás | 1992. szeptember 27. (32 éves) | 2023. július 06.     | 2028. június 30. | Arsenal                  | 42              | 1       | 15.0 Millió €           | 20.0 Millió €  |                                       |
| 47            | Ayman Aourir        | / marokkói-német                          | középpályás | 2004. október 6. (20 éves)     | 2023. július 01.     | 2025. június 30. | -                        | 0               | 0       | -                       | 0.300 Millió € | az utánpótlásból került fel           |
| Csatárok      |                     |                                           |             |                                |                      |                  |                          |                 |         |                         |                |                                       |
| 9             | Borja Iglesias      | spanyol                                   | csatár      | 1993. január 27. (32 éves)     | 2024. január 27.     | 2024. június 30. | Betis                    | 9               | 0       | 1.0 Millió €            | 6.0 Millió €   | kölcsönben a Betistől                 |
| 14            | Patrik Schick       | cseh                                      | csatár      | 1996. január 24. (29 éves)     | 2020. szeptember 08. | 2027. június 30. | AS Roma                  | 113             | 52      | 26.50 Millió €          | 22.0 Millió €  | -                                     |
| 21            | Amine Adli          | /Sablon:Country data FAR marokkói-francia | csatár      | 2000. május 10. (24 éves)      | 2021. augusztus 26.  | 2027. június 30. | Toulouse                 | 106             | 19      | 7.50 Millió €           | 25.0 Millió €  | -                                     |
| 22            | Victor Boniface     | nigériai                                  | csatár      | 2000. május 10. (24 éves)      | 2023. július 22.     | 2028. június 30. | Union SG                 | 27              | 18      | 20.50 Millió €          | 40.0 Millió €  | -                                     |
| 23            | Adam Hložek         | cseh                                      | csatár      | 2002. július 25. (22 éves)     | 2022. július 01.     | 2027. június 30. | Sparta Praha             | 76              | 14      | 13.0 Millió €           | 12.0 Millió €  | -                                     |

## Átigazolások, szerződéshosszabbítások
2023. évi nyári átigazolási időszak, 
 2024. évi téli átigazolási időszak

### Érkezők
| Dátum               | Mezszám | Poszt       | Nemzet   | Név             | Kor | Honnan                   | Szerződés megnevezése | Átigazolási időszak                 | Szerződés vége | Átigazolás összege | forrás |
| ------------------- | ------- | ----------- | -------- | --------------- | --- | ------------------------ | --------------------- | ----------------------------------- | -------------- | ------------------ | ------ |
| 2023. július 1.     | 20      | hátvéd      | spanyol  | Álex Grimaldo   | 27  | Benfica                  | átigazolás            | 2023. évi nyári átigazolási időszak | 2026.06.30.    | ingyen             | [ 2 ]  |
| 2023. július 1.     | 13      | hátvéd      | brazil   | Arthur          | 20  | América Mineiro          | átigazolás            | 2023. évi nyári átigazolási időszak | 2028.06.30.    | 7 millió €         | [ 3 ]  |
| 2023. július 5.     | 7       | középpályás | német    | Jonas Hofmann   | 30  | Borussia Mönchengladbach | átigazolás            | 2023. évi nyári átigazolási időszak | 2027.06.30.    | 10 millió €        | [ 4 ]  |
| 2023. július 6.     | 34      | középpályás | svájci   | Granit Xhaka    | 30  | Arsenal                  | átigazolás            | 2023. évi nyári átigazolási időszak | 2028.06.30.    | 25 millió €        | [ 5 ]  |
| 2023. július 6.     | 22      | csatár      | nigériai | Victor Boniface | 22  | Union SG                 | átigazolás            | 2023. évi nyári átigazolási időszak | 2028.06.30.    | 20 millió €        | [ 6 ]  |
| 2023. augusztus 15. | 17      | kapus       | cseh     | Matěj Kovář     | 23  | Manchester United        | átigazolás            | 2023. évi nyári átigazolási időszak | 2027.06.30.    | 5 millió €         | [ 7 ]  |
| 2023. augusztus 20. | 2       | hátvéd      | horvát   | Josip Stanišić  | 23  | Bayern München           | kölcsönben            | 2023. évi nyári átigazolási időszak | 2024.06.30.    | ingyen             | [ 8 ]  |
| 2023. augusztus 27. | 19      | csatár      | nigériai | Nathan Tella    | 23  | Southampton              | átigazolás            | 2023. évi nyári átigazolási időszak | 2028.06.30.    | 23.300 millió €    | [ 9 ]  |
| 2024. január 27.    | 9       | csatár      | spanyol  | Borja Iglesias  | 31  | Betis                    | kölcsönben            | 2024. évi téli átigazolási időszak  | 2024.06.30.    | ingyen             | [ 10 ] |

## Bundesliga
Győzelem
      Döntetlen
      Vereség
| Forduló | Ellenfél                 | H/V | Eredmény | Jegyzőkönyv |
| ------- | ------------------------ | --- | -------- | ----------- |
| 1.      | RB Leipzig               | H   | 3 – 2    | [ 11 ]      |
| 2.      | Borussia Mönchengladbach | V   | 0 – 3    | [ 12 ]      |
| 3.      | Darmstadt                | H   | 5 – 1    | [ 13 ]      |
| 4.      | Bayern München           | V   | 2 – 2    | [ 14 ]      |
| 5.      | Heidenheim               | H   | 4 – 1    | [ 15 ]      |
| 6.      | Mainz                    | V   | 0 – 3    | [ 16 ]      |
| 7.      | Köln                     | H   | 3 – 0    | [ 17 ]      |
| 8.      | Wolfsburg                | V   | 1 – 2    | [ 18 ]      |
| 9.      | Freiburg                 | H   | 2 – 1    | [ 19 ]      |
| 10.     | Hoffenheim               | V   | 2 – 3    | [ 20 ]      |
| 11.     | Union Berlin             | H   | 4 – 0    | [ 21 ]      |
| 12.     | Werder Bremen            | V   | 0 – 3    | [ 22 ]      |
| 13.     | Borussia Dortmund        | H   | 1 – 1    | [ 23 ]      |
| 14.     | VfB Stuttgart            | V   | 1 – 1    | [ 24 ]      |
| 15.     | Eintracht Frankfurt      | H   | 3 – 0    | [ 25 ]      |
| 16.     | Bochum                   | H   | 4 – 0    | [ 26 ]      |
| 17.     | Augsburg                 | V   | 0 – 1    | [ 27 ]      |

| Forduló | Ellenfél                 | H/V | Eredmény | Jegyzőkönyv |
| ------- | ------------------------ | --- | -------- | ----------- |
| 18.     | RB Leipzig               | V   | 2 – 3    | [ 28 ]      |
| 19.     | Borussia Mönchengladbach | H   | 0 – 0    | [ 29 ]      |
| 20.     | Darmstadt                | V   | 0 – 2    | [ 30 ]      |
| 21.     | Bayern München           | H   | 3 – 0    | [ 31 ]      |
| 22.     | Heidenheim               | V   | 1 – 2    | [ 32 ]      |
| 23.     | Mainz                    | H   | 2 – 1    | [ 33 ]      |
| 24.     | Köln                     | V   | 0 – 2    | [ 34 ]      |
| 25.     | Wolfsburg                | H   | 2 – 0    | [ 35 ]      |
| 26.     | Freiburg                 | V   | 2 – 3    | [ 36 ]      |
| 27.     | Hoffenheim               | H   | 2 – 1    | [ 37 ]      |
| 28.     | Union Berlin             | V   | 0 – 1    | [ 38 ]      |
| 29.     | Werder Bremen            | H   | 5 – 0    | [ 39 ]      |
| 30.     | Borussia Dortmund        | V   | 1 – 1    | [ 40 ]      |
| 31.     | Stuttgart                | H   | 1 – 1    | [ 41 ]      |
| 32.     | Eintracht Frankfurt      | V   | 1 – 5    | [ 42 ]      |
| 33.     | Bochum                   | V   | 0 – 5    | [ 43 ]      |
| 34.     | Augsburg                 | H   | 2 – 1    | [ 44 ]      |

## Német kupa(DFB-Pokal)
Győzelem
      Döntetlen
      Vereség
| Forduló       | Ellenfél             | Eredmény | Jegyzőkönyv |
| ------------- | -------------------- | -------- | ----------- |
| Első kör      | Teutonia Ottensen    | 0 – 8    | [ 45 ]      |
| Második kör   | Sandhausen           | 2 – 5    | [ 46 ]      |
| Nyolcaddöntők | Paderborn            | 3 – 1    | [ 47 ]      |
| Negyeddöntők  | Stuttgart            | 3 – 2    | [ 48 ]      |
| Elődöntők     | Fortuna Düsseldorf   | 4 – 0    | [ 49 ]      |
| Döntő         | 1. FC Kaiserslautern | 0 – 1    | [ 50 ]      |

## Európa-liga

### H csoport
| Hely. | Csapat           | M | Gy | D | V | G+ | G– | Gk  | P  | Továbbjutás                                                        |  | LEV | QAR | MOL | HAC |
| ----- | ---------------- | - | -- | - | - | -- | -- | --- | -- | ------------------------------------------------------------------ |  | --- | --- | --- | --- |
| 1.    | Bayer Leverkusen | 6 | 6  | 0 | 0 | 19 | 3  | +16 | 18 | Továbbjutott a nyolcaddöntőbe                                      |  | —   | 5–1 | 5–1 | 4–0 |
| 2.    | Qarabağ          | 6 | 3  | 1 | 2 | 7  | 9  | −2  | 10 | Továbbjutott a nyolcaddöntő rájátszásába                           |  | 0–1 | —   | 1–0 | 2–1 |
| 3.    | Molde            | 6 | 2  | 1 | 3 | 12 | 12 | 0   | 7  | Átkerült az UEFA Európa Konferencia Liga nyolcaddöntő rájátszásába |  | 1–2 | 2–2 | —   | 5–1 |
| 4.    | BK Häcken        | 6 | 0  | 0 | 6 | 3  | 17 | −14 | 0  |                                                                    |  | 0–2 | 0–1 | 1–3 | —   |

      Győzelem
      Döntetlen
      Vereség
| Forduló | Ellenfél | Eredmény | Jegyzőkönyv |
| ------- | -------- | -------- | ----------- |
| 1.      | Häcken   | 4 – 0    | [ 51 ]      |
| 2.      | Molde    | 1 – 2    | [ 52 ]      |
| 3.      | Qarabağ  | 5 – 1    | [ 53 ]      |
| 4.      | Qarabağ  | 0 – 1    | [ 54 ]      |
| 5.      | Häcken   | 0 – 2    | [ 55 ]      |
| 6.      | Molde    | 5 – 1    | [ 56 ]      |

#### Nyolcaddöntők
| Forduló | Ellenfél | Eredmény | Jegyzőkönyv |
| ------- | -------- | -------- | ----------- |
| 1.      | Qarabağ  | 2 – 2    | [ 57 ]      |
| 2.      | Qarabağ  | 3 – 2    | [ 58 ]      |

#### Negyeddöntők
| Forduló | Ellenfél        | Eredmény                 | Jegyzőkönyv |
| ------- | --------------- | ------------------------ | ----------- |
| 1.      | West Ham United | 2 – 0                    | [ 59 ]      |
| 2.      | West Ham United | 1 – 1 (tj: a Leverkusen) | [ 60 ]      |

#### Előddöntők
| Forduló | Ellenfél | Eredmény                                    | Jegyzőkönyv |
| ------- | -------- | ------------------------------------------- | ----------- |
| 1.      | AS Roma  | 0 – 2                                       | [ 61 ]      |
| 2.      | AS Roma  | 2 – 2 (döntőbe jutott a Leverkusen 4:2-vel) | [ 62 ]      |

#### Döntő
| Forduló | Ellenfél | Eredmény | Jegyzőkönyv |
| ------- | -------- | -------- | ----------- |
| 1.      | Atalanta | 3 – 0    | [ 63 ]      |